# Ronni Chasen
Ronni Sue Chasen (Kingston (New York), 17 oktober 1946 - Beverly Hills 16 november 2010) was een Amerikaanse journaliste, die ooit acteurs als Michael Douglas vertegenwoordigde, evenals muzikanten als Hans Zimmer en Mark Isham, onder anderen. Chasen regisseerde de Academy Award-campagnes voor meer dan 100 films tijdens haar carrière, waaronder Driving Miss Daisy in 1989 en The Hurt Locker in 2009.
Chasen werd doodgeschoten op 16 november 2010, terwijl ze naar huis reed van de première van de film Burlesque. De politie concludeerde dat de werkloze misdadiger Harold Martin Smith haar tijdens een willekeurige overval heeft vermoord.
Chasens broer is de filmregisseur Larry Cohen.